# 南方伊兰猛水蚤
南方伊兰猛水蚤（学名：Elaphoidella grandidieri）为异足猛水蚤科伊兰猛水蚤属的动物。分布于越南、老挝、柬埔寨、泰国、斯里兰卡、印度、马达加斯加、摩洛哥、安哥拉、尼亚萨兰、新几内亚、美国以及中国大陆的海南、广东、广西、云南等地，多见于湖泊、溪流、稻田、沼泽及泉水中。